# Kanton Rieupeyroux
Kanton Rieupeyroux (francouzsky Canton de Rieupeyroux) je francouzský kanton v departementu Aveyron v regionu Midi-Pyrénées. Tvoří ho šest obcí.

## Obce kantonu
- La Bastide-l'Évêque
- La Capelle-Bleys
- Prévinquières
- Rieupeyroux
- Saint-Salvadou
- Vabre-Tizac